# 五硐岩摩崖造像
五硐岩摩崖造像位於重慶市潼南縣塘壩鎮新勝辦事處4村，文物遺址年代為唐代至清代，1992年3月19日列為重慶市第二批市級文物保護單位。2000年9月7日列為第一批重慶市文物保護單位。